# Animal Crossing: Wild World
Animal Crossing: Wild World (2006) är titeln på ett spel som ingår i en spelserie kallad Animal Crossing. Denna version är släppt till Nintendo DS och innehåller en rad förbättringar från föregångarna. Spelet har inget uttalat syfte eller mål, det är upp till var och en som spelar att göra vad denne vill inom möjligheterna för spelets ramar. Spelaren kan till exempel tjäna pengar (som i spelet kallas bells) genom att sälja insekter, frukter, fiskar eller fossil som finns i naturen eller skänka sina fynd till det lokala museet för att därmed ingå i museets samlingar. 

## Nya funktioner och förändringar
Till förändringarna som gjorts mot föregångaren hör bl.a. följande:
- Världen upplevs som "rund" istället för "rutad" som i GameCube-versionen.

- Möjlighet att ansluta till Nintendo Wi-Fi Connection, med vars hjälp det går att möta andra spelare från hela världen.

- Fler låtar från K.K. Slider finns tillgängliga, bl.a. K.K. Metal, Forest Life (som var en hemlig introduktionsmusik till Animal Crossing) och K.K. Techno-Pop.

- Ett café och observatorium ligger i anslutning till museet.

- Brevskrivandet har blivit lättare i och med det virtuella tangentbordet i denna version.

- Minispelen är borttagna.

- Fler fossil, fiskar och insekter finns att finna.

## Multiplayer
Till skillnad från originalets lite bökiga multiplayerdel, har Wild World definitivt förenklat konceptet. Tre multiplayer-lägen finns tillgängliga:
- DS to DS, d.v.s. två personer som äger spelet och har konsolerna nära varandra kan trådlöst låta sina karaktärer besöka varandras världar. Detta sker genom att vardera spelare går till stadens portar och där talar med Copper. Då väljer man "I wanna go out" respektive "Invite guests".
- Nintendo Wi-Fi Connection, d.v.s. uppkoppling till internet och utbytande av en s.k. friend code. Nintendo har dock fått klagomål på detta system, då man först måste ta kontakt med en person för att kunna erhålla dennes friend code. Detta sker alltså inte automatiskt.
- Contact Mode, d.v.s. systemet ställs in på ett stand by-läge och söker aktivt efter en annan person i närheten som också har ställt in detta läge.

## Högtider
Under årets gång sker ett antal speciella events eller högtider kopplade till respektive säsong, ofta tävlingar eller firanden av något slag.

### Årliga events
| Månad    | Datum           | Händelse           | Beskrivning |
| -------- | --------------- | ------------------ | --- |
| Januari  | 1 januari       | Nyårsdagen         | Tortimer kommer att befinna sig utanför stadshuset hela dagen. Pratar man med honom erhåller man, i form av ett brev, en spådom om det kommande året, en s.k. fortune.                 |
| Februari | Första måndagen | Bright Nights      | Grannarna i staden dekorerar sina hus med neonbelysning. Man är själv med och bedömer vem av dessa som ska vinna tävlingen om den finaste dekorationen.                                |
| April    | Andra veckan    | Flower Fest        | Den i staden som har mest blommor runt sitt hus under veckan vinner en pokal. |
| Augusti  | Varje lördag    | The Fireworks Show | Fyrverkerier skjuts upp varje lördag kväll. Tortimer finns tillgänglig utanför stadshuset, och kan ge en spådomar samt mindre party-fyrverkerier.                                      |
| Oktober  | Andra veckan    | Acorn Festival     | Varje dag under festivalen ligger det ekollon under vissa träd i staden. Dessa - inte de ruttna - ska man samla ihop och ge till Tortimer, som ger en sällsynta svampmöbler i gengäld. |
| December | 31 december     | Nyårsafton         | Utanför stadshuset står en klocka utplacerad, som räknar ner till det nya året. |

### Regelbundna events
- La-Di-Day. Spelaren väljer vilken av invånarnas låtar som kommer att bli stadens nya town tune (signaturmelodi).
- Fishing Tournament (fisketurnering). Den som fångar den största fisken får en pokal.
- Yay Day. Man ger och får komplimanger vid interaktion med grannarna.
- Flea Market (loppmarknad). Invånarna säljer ut några av sina möbler.
- The Bug Off. Den som fångar den största insekten får en pokal.

## Anläggningar
- Tom Nooks affär. Tom Nook agerar både säljare och köpare. I hans butik kan man köpa ex. utrustning, möbler, tapeter, mattor och brevpapper. Utbudet blir dock större varje gång affären uppgraderas, vilket den gör om man köper tillräckligt mycket. Tom Nooks butiker i kronologisk ordning:
  1. Nook's Cranny
  2. Nook 'n Go
  3. Nookway
  4. Nookington's
- Able Sisters, klädaffären som sköts av Able och Mable. Här kan man köpa kläder och accessoarer, samt designa eget tyg att ha på display eller bära.
- Museet, som har öppet dygnet runt. Drivs av Blathers. Här kan man donera fossil, fiskar, insekter och tavlor till utställningen. I anslutning till museet finns även:
  - Observatoriet. Finns möjlighet att titta på stjärnor och skapa egna stjärnbilder.
  - The Roost, ett café som drivs av en duva, Brewster. Här kan man köpa en kopp kaffe eller, på lördagskvällar, lyssna på K.K. Slider.
- Stadshuset, som drivs av två fåglar. Här utförs uppgifter som rör bostaden (ex. amortering av huslån) eller staden i övrigt (ex. ändring av signaturmelodi). Man kan även ta sig en titt i papperskorgen för återvinning för att lämna/plocka upp föremål.
- Portarna, där Copper och Booker står. Det är hit man går när man vill bjuda in/besöka vänner, eller sno upphittade föremål.

## Karaktärer
Spelets karaktärer utges både av fasta (som så gott som alltid finns i staden) och återkommande (regelbundet eller oregelbundet förekommande) sådana.

### Fasta karaktärer
- Tortimer (sköldpadda). Stadens borgmästare som vanligtvis befinner sig inne i stadshuset. Han kommer dock ut vid speciella högtider, ex. under Acorn Festival och nyårsafton.
- Tom Nook (mårdhund). Den gnidiga försäljaren som återfinns i sin egen affär (öppen mellan klockan 8.00 och 23.00).
- Harriet (pudel). Sköter frisersalongen i Tom Nooks affär (dock först när den blivit uppgraderad till Nookingtons).
- Mable (jordpiggsvin). Försäljare i klädaffären Able Sisters.
- Sable (piggsvin). Mables tystlåtna syster, som alltid sitter och syr inne i affären.
- Blathers (uggla). Påträffas i museet som alltid har öppet. Sover under dagtid, men väcks och blir pratglad om man interagerar med honom.
- Celeste (uggla). Sköter observatoriet i museet.
- Brewster (duva). Sköter caféet i museet.
- Pelly (fågel). Sköter allt arbete i stadshuset dagtid.
- Phyllis (fågel). Sköter allt arbete i stadshuset nattetid.
- Copper (hund). Vaktar stadsporten och har hand om möjligheten att besöka/bjuda in vänner.
- Booker (hund). Står vid stadsporten och har en låda med upphittade föremål.
- Mr Resetti (mullvad). En envis karaktär som endast dyker upp om spelet inte avslutats på rätt sätt.

### Återkommande karaktärer
- K.K Slider (hund). Spelar musik om man besöker honom i museets café en lördag efter klockan 20.00 på kvällen. Musiken som spelas kan sedan sparas som ett föremål i spelarens ficka, och spelas upp på en stereo i bostaden.
- Blanca (katt). Ansiktslös, vit katt som kan dyka upp efter att man har kopplat upp sig med Wi-Fi. Det är sedan fritt fram för spelaren att rita ett eget ansikte åt henne.
- Dr. Shrunk (axolotl). Psykolog som kan lära en att uttrycka känslor, ex. att rodna eller klappa händerna.
- Gracie (giraff). Modelejon som man får en quiz av, vilket ger en möjligheten att vinna ett modecertifikat.
- Gulliver (fiskmås). Levererar post till stadshuset. Ibland ses han flyga ovanför trädtopparna, och är man kvick och skjuter ner honom med slangbellan, kan man erhålla en present.
- Lyle (utter). Säljer försäkringar varje lördagsmorgon utanför bostaden.
- Crazy Redd (räv). Dyker upp då och då utanför stadshuset med sitt tält och erbjuder vanliga varor till hiskeliga priser, men ibland också sådant som man inte hittar någon annanstans.
- Rover (katt). Dyker ibland upp i museets café. Har även hand om "Contact Mode".
- Saharah (kamel). Dyker upp då och då i staden och vill att man hjälper henne leverera tapeter och mattor till invånarna.
- Joan (vildsvin). Påträffas i staden varje söndagsmorgon, säljandes röda och vita palsternackor.
- Wendell (valross). Dyker upp då och då, och är otroligt hungrig. Det man ger honom att äta avgör vad för sorts design man får i gengäld.
- Pascal (bäver). Dyker upp då och då på stranden och läser en dikt för en.
- Kapp'n (Kappa (mytologisk gestalt)). Påträffas i början då han kör spelaren till staden och dyker ibland upp i museets café, The Roost.